# Ерлимарт (Калифорнија)
Ерлимарт (енгл. Earlimart) насељено је место без административног статуса у америчкој савезној држави Калифорнија.

## Демографија
По попису из 2010. године број становника је 8.537, што је 1.954 (29,7%) становника више него 2000. године.
| Група             | 2000.         | 2010.         |
| Белци             | 176 (2,7%)    | 143 (1,7%)    |
| Афроамериканци    | 54 (0,8%)     | 67 (0,8%)     |
| Азијати           | 532 (8,1%)    | 536 (6,3%)    |
| Хиспаноамериканци | 5.760 (87,5%) | 7.805 (91,4%) |
| Укупно            | 6.583         | 8.537         |